# Miliarense

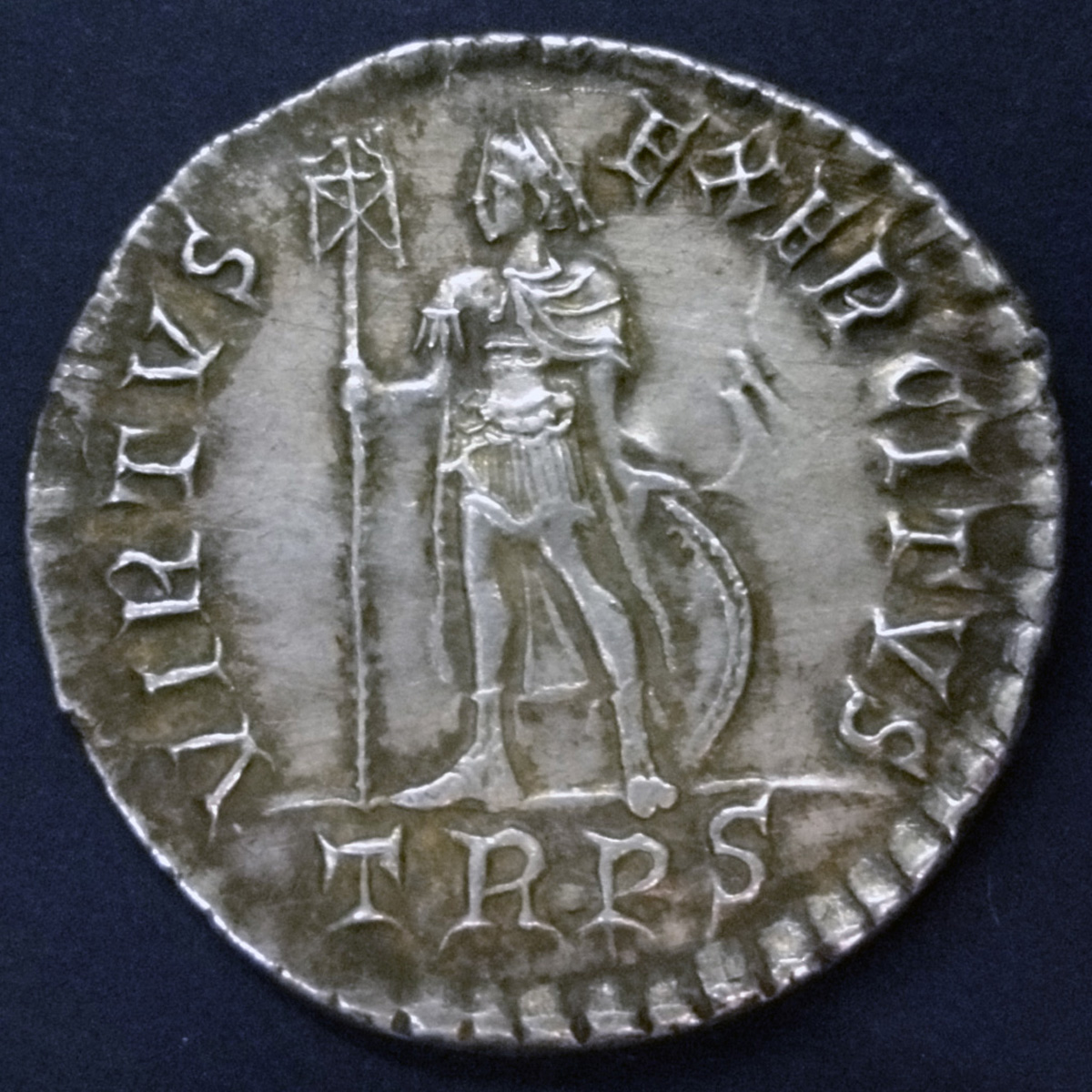
Revers d'un milliarense d'un empereur Valentinien, vers 380, provenant du trésor de Hoxne. Émission de Treveri : TRPS (Trèves en Allemagne).

Le miliarense est une monnaie romaine en argent. Elle a été créée par l'empereur romain Constantin et pèse, à l'origine, le même poids que le solidus : 4,550 g.